# 메이블 앨버트슨
메이블 앨버트슨(영어: Mabel Albertson, 1901년 7월 24일 ~ 1982년 9월 28일)은 미국의 배우이다.

## 출연 작품

### 영화
- She's Back on Broadway (1953)
- So This Is Love (1953)
- About Mrs. Leslie (1954)
- 포에버 다링 (1956)
- 랜섬 (1956)
- 홈 비포 다크 (1958)
- 길고 긴 여름날 (1958)
- 적응 기간 (1962)
- 파인 매드니스 (1966)
- 맨발 공원 (1967)
- 온 어 클리어 데이 유 캔 씨 포에버 (1970)
- 왓츠 업 덕 (1972)

### 텔레비전
- 딜론 보안관 (1957-63)
- 아내는 요술쟁이 (1964-71)